# Chinnamudalaipatti
Chinnamudalaipatti es una ciudad censal situada en el distrito de Namakkal en el estado de Tamil Nadu (India). Su población es de 8928 habitantes (2011). Se encuentra a 2 km de Namakkal y a 53 km de Salem.

## Demografía
Según el censo de 2011 la población de Chinnamudalaipatti era de 8928 habitantes, de los cuales 4462 eran hombres y 4466 eran mujeres. Chinnamudalaipatti tiene una tasa media de alfabetización del 89,44%, superior a la media estatal del 80,09%: la alfabetización masculina es del 94,48%, y la alfabetización femenina del 84,39%.